# Sông Kama
Sông Kama (từ tiếng Udmurt: кам: sông, dòng chảy); một con sông tại phần châu Âu của Nga, sông nhánh phía tả ngạn và lớn nhất của sông Volga. Trước khi có sự đổ vào của sông Belaya thì sông Kama được gọi là Chulman (Cholman) theo ngôn ngữ cổ trong tiếng Turk.
Sông Kama có chiều dài tổng cộng khoảng 1.805 km, diện tích lưu vực 507.000 km². Dòng chảy bắt đầu từ khu vực trung tâm của vùng đất cao Verkhnekamskaya với 4 mạch nước ven một làng, nằm gần xã Kuligi, Udmurtia. Nó chảy theo hướng chính giữa các vùng đất cao Zavolzhje Vysokoe theo một thung lũng rộng, đôi chỗ hẹp lại. Tại thượng nguồn (từ đầu nguồn tới cửa sông Pilva) lòng sông không ổn định và ngoằn ngoèo, trên bãi bồi của lòng sông cũ. Sau khi sông Vishera đổ vào thì nó trở thành một con sông nhiều nước; các bờ bị thay đổi: bờ phía phải bị thấp xuống và chủ yếu mang các đặc trưng của đồng cỏ, bờ phía trái gần như ở mọi chỗ đều cao và đôi chỗ dốc đứng. Trên đoạn này có nhiều đảo, người ta hay thấy các bãi cát bồi và các khúc nông. Phía dưới nơi đổ vào của sông Belaya thì bờ phía phải lại cao lên còn bờ phía trái lại hạ thấp xuống. Phía hạ lưu, sông Kama chảy trong một thung lũng rộng (tới 15 km), lòng sông mở rộng tới 450-1.200 m; được chia ra thành các chi lưu. Phía dưới cửa sông Vyatka thì sông Kama đổ vào vũng Kamskii của hồ chứa nước Kuibyshev (các cột chống của nó đôi khi đến tận cửa sông Belaya).
Trong lưu vực sông Kama có 73.718 sông, suối nhỏ, trong đó 94,5% là các sông, suối nhỏ chiều dài không tới 10 km. Các sông nhánh chính ở tả ngạn: Keltma Nam, Vishera với Kolva, Chukovaya với Sylva, Belaya với Ufa, Ik, Zai; ở hữu ngạn: Kosa, Obva, Vyatka, Urolka, Kondas, Inva. Tất cả các sông nhánh phía hữu ngạn và một phần phía tả ngạn (Veslyanka, Lunia, Leman, Keltma Nam) đều là các sông chảy trong bình nguyên, từ phía bắc lại. Các sông nước xiết, lạnh, miền núi bắt nguồn từ dãy núi Ural và đổ vào sông Kama từ phía trái (Vishera, Yaiva, Kosva, Chukovaya và một loạt các sông nhánh của chúng).
Trên sông Kama người ta đã xây dựng 3 hồ chứa nước của 3 nhà máy thủy điện: từ cửa sông Urolka (996 km từ cửa sông Kama) là hồ chứa nước Kama (nhà máy thủy điện Kama), ngay phía dưới nó là hồ chứa nước Votkin (nhà máy thủy điện Votkin), còn sau nó là hồ chứa nước Hạ Kama (nhà máy thủy điện Hạ Kama).
Nguồn nước cung cấp cho sông Kama chủ yếu là từ tuyết, cũng như các nguồn nước ngầm và mưa; các trận lũ băng mùa xuân (từ tháng 3 tới tháng 6) cung cấp trên 62,6% lưu hượng hàng năm, mùa hè và mùa thu khoảng 28,3%, còn mùa đông là 9,1%. Biên độ dao động của mực nước đạt tới 8 m ở thượng nguồn và 7 m ở hạ lưu sông. Lượng nước xả trung bình tại nhà máy thủy điện Kama là 1.630 m³/s, tại nhà máy thủy điện Votkin là khoảng 1.750 m³/s, tại cửa sông khoảng 3.500 m³/s, khi mạnh nhất là khoảng 27.500 m³/s. Sự đóng băng đi kèm với sự tạo thành nhiều của tảng băng ngầm và các tảng băng trôi từ 10 tới 20 ngày. Quá trình đóng băng bắt đầu từ đầu tháng 11 ở thượng nguồn và vào cuối tháng 11 ở hạ lưu và kéo dài cho tới tháng 4 năm sau. Các tảng băng trôi về mùa xuân từ 2-3 cho tới 10-15 ngày. Việc xây dựng các hồ chứa nước đã cải thiện các điều kiện giao thông thủy. Sông Kama có khả năng lưu thông tàu bè tới khu vực làng Kerchevskii (966 km) – vũng tàu thủy lớn nhất trên sông, còn khi nước cường thì xa thêm 600 km nữa. Độ sâu cho phép tàu bè qua lại tại hạ lưu sông Kama được duy trì bằng các công việc nạo vét đáy sông.
Các cảng và bến tàu chính: Solikamsk, Berezniki, Levsshino, Perm, Krasnokamsk, Chaikovskii, Sarapul, Kambarka, Naberezhnye Chelny, Chistopol. Từ Perm có các chuyến tàu khách thường xuyên tới Moskva, Nizhnii Novgorod, Astrakhan và Ufa. Phong cảnh đẹp của hai bờ sông Kama thu hút nhiều du khách.
Trong lòng sông sinh sống các loại cá tầm (Acipenser ruthenus), cá chiên (Acipenser spp), cá vền (Abramis brama), cá chép (Cyprinus carpio), cá giếc (Carassius spp), cá chép đỏ (Leuciscus idus), cá lơxicút (Leuciscus cephalus), cá vược chó (Sander spp), cá pecca (Perca spp), cá dày, cá chó (Esox spp), cá tuyết sông (Lota lota), cá nheo châu Âu (Silurus glanis) v.v. Tại thượng nguồn và các khu vực tại các sông nhánh người ta còn bắt gặp cá taimen (Hucho spp) và cá thyman (Thymallus spp). Thực vật thủy sinh phát triển khá tốt, đặc biệt tại các vũng và vụng sông. Tuy nhiên, hiện nay sông Kama bị ô nhiễm mạnh do nước thải công nghiệp.

## Sông Volga hay sông Kama
Theo lưu lượng nước thì sông Volga và sông Kama gần như ngang nhau (lượng xả nước trung bình hàng năm tương ứng là 3.750 m³/s và 3.800 m³/s). Theo diện tích cung cấp nước tới chỗ hợp lưu của hai sông thì Volga lớn hơn một chút (260.900 km² và 251.700 km²). Tuy nhiên trên diện tích này thì sông Volga liên kết ít sông, suối hơn và thua sông Kama về lưu vực (66.500 sông suối với 73.700 sông suối). Độ cao trung bình và tuyệt đối của sông Volga cũng thua sông Kama, do lưu vực sông Kama nằm trong dãy núi Ural. Thung lũng sông Kama cũng cổ hơn thung lũng sông Volga. Trong nửa đầu của phân đại Đệ Tứ, cho đến thời kỳ băng hà mạnh nhất, thì sông Volga chưa có hình dạng như ngày nay. Khi đó sông Kama đã tồn tại và nối với sông Vishera để đổ trực tiếp ra biển Caspi. Dòng chảy vùng đầu nguồn của sông Kama lên tới hướng bắc, nối với Vychegda. Thời kỳ băng hà đã dẫn tới sự tổ chức lại của hệ thống thủy văn: Phần thượng nguồn sông Volga, trước đây đổ nước vào sông Đông (sông lớn nhất khi đó trong phần châu Âu của Nga), nhưng sau này lại đổ nước vào sông Kama theo hướng gần như là vuông góc với dòng chảy của sông này. Phần hạ lưu sông Volga ngày nay trên thực tế là sự kéo dài tự nhiên của thung lũng sông Kama chứ không phải thung lũng sông Volga cổ.
Theo các chỉ số quan trọng nhất đã nêu thì rõ ràng là sông Volga và sông Kama khá giống nhau trước đoạn hợp lưu, nhưng theo phần lớn các dấu hiệu thủy văn thì sông Kama là sông chính, còn Volga chỉ là sông chi lưu của nó. Điều này có nghĩa là ở đoạn đổ ra biển Caspi, sau khi có sự hợp lưu của hai con sông này, nói một cách chính xác thì đó phải là sông Kama chứ không phải sông Volga.
Tuy nhiên, khi tính toán tới các yếu tố lịch sử quan trọng nhất như vai trò kết nối con sông lớn của Nga trong việc thành lập ra một nhà nước duy nhất, cũng như giá trị kinh tế ngày nay của sông, thì phải công nhận rằng sông Volga đã, đang và sẽ là sông chính. Và đây cũng không phải là trường hợp duy nhất, khi mà bỏ qua các quy tắc thủy văn, người ta coi con sông chính lại không phải là sông lớn nhất và chứa nhiều nước nhất. Các thí dụ tương tự có khá nhiều: Mississippi và Missouri, Ohio; Enisei và Angara; Ob và Irtysh; Volga và Oka; Kama và Vishera v.v.

## Thư viện ảnh

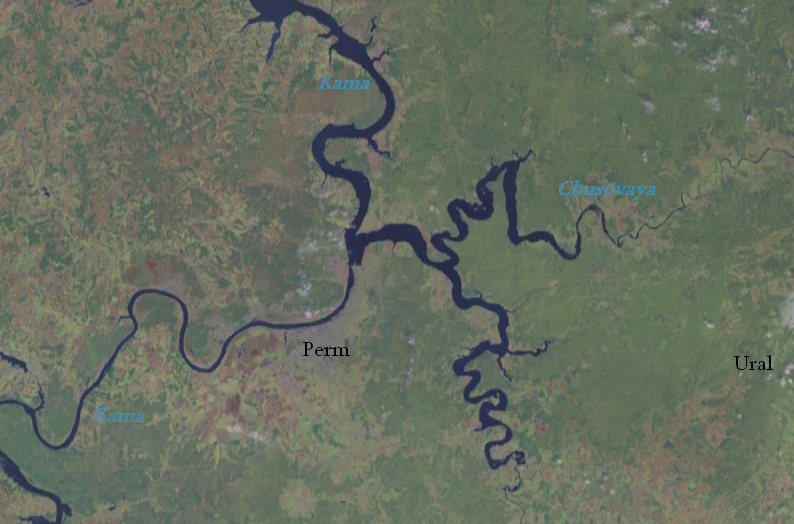
Hợp lưu của sông Chusovaya (sông nhánh) với sông Kama
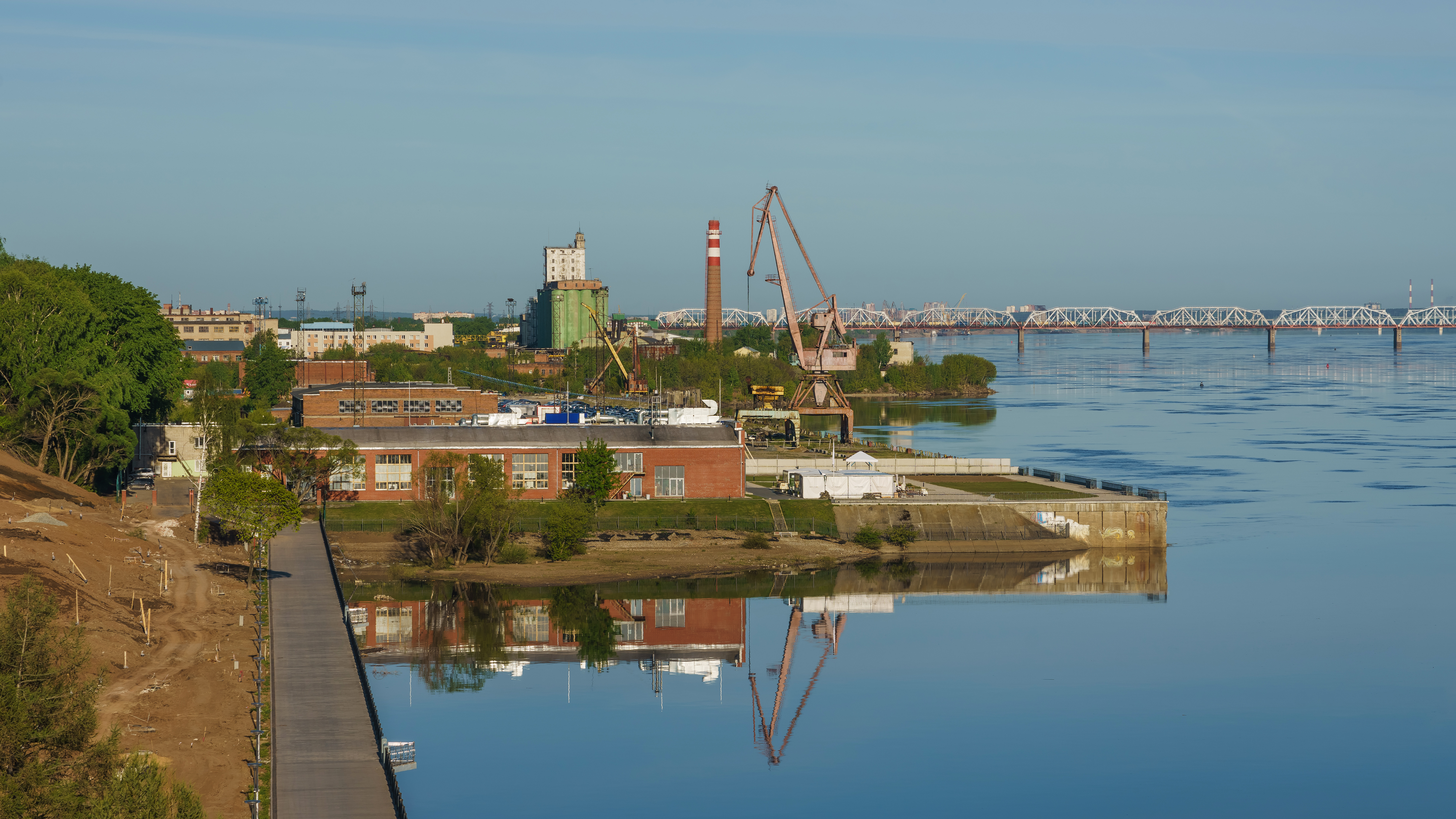
Sông Kama tại thành phố Perm
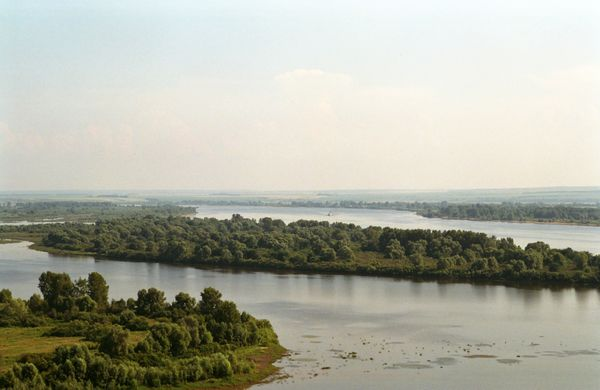
Phong cảnh tại Elabuga.
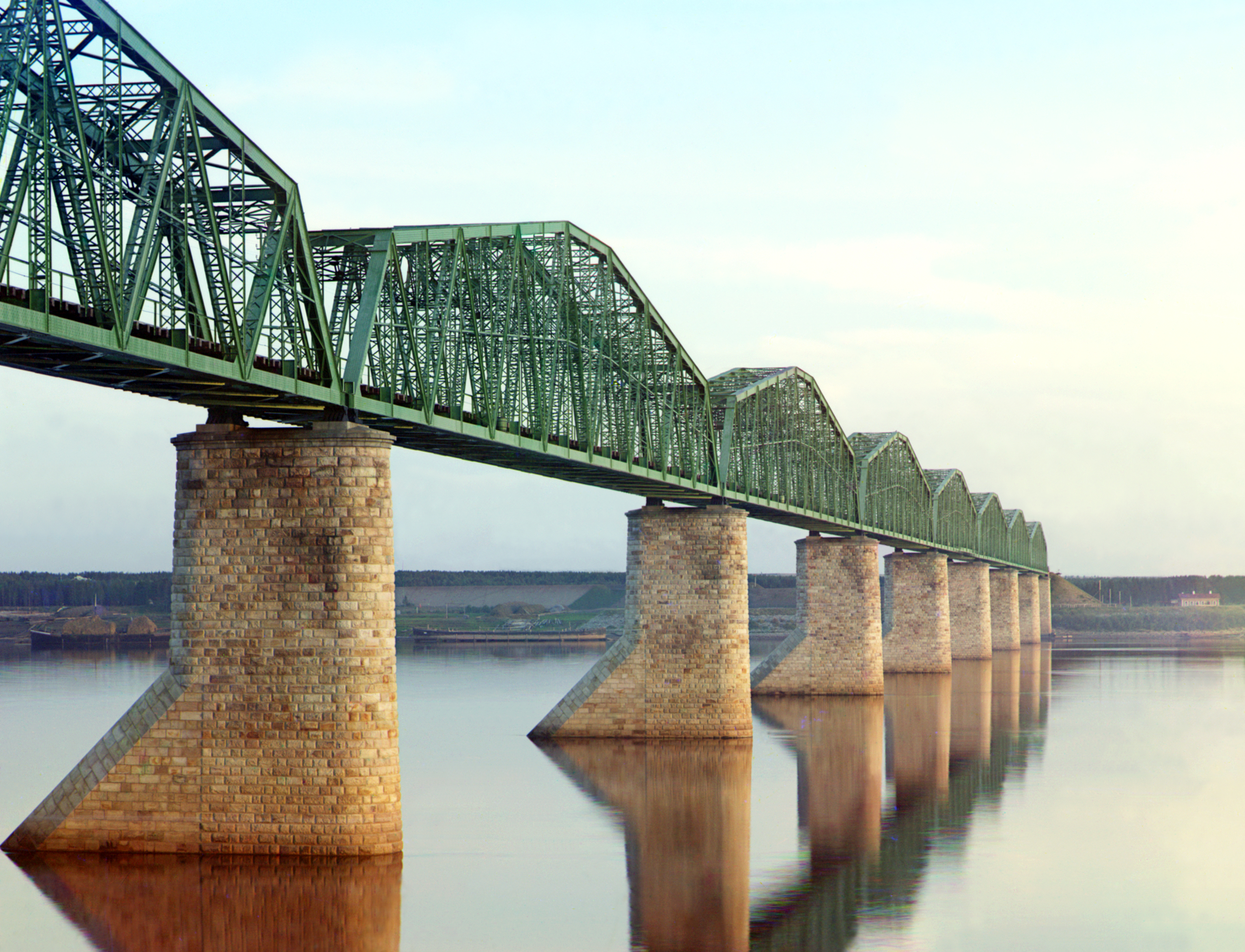
Một cầu treo trên sông Kama, do L. D. Proskuryakov thiết kế và chỉ huy thi công. Ảnh chụp khoảng năm 1912.